# Помазање
Помазање (грч. χρισμα  [ — хризма] — „миропомазање“, χρησις [chrisis — хрисис] — „употреба, коришћење“) је антички обред приликом кога је свето уље мазано на главу новом краљу или првосвештенику.
Краљеви Израела и велики свештеници примали су помазање уљем као знак нове службе, након чега су стицали звање помазаника (1 С 10.1; Лв 8.12). Помазање је у почетку било искључива привилегија јеврејских свештеника. Самуило проширује употребу уља и на хебрејске владаре помазавши Саула и Давида. Све од Мојсија до пророка Самуила, свето уље је користило искључиво свештенство да прими „откривење од Бога“. Било је строго забрањено да се слободно прави и користи јер „оно је свето и ви ћете га сматрати за свето“. За кршење забране следила је најтежа казна: „Ко начини такво уље или намаже њим некога, тај ће се истребити из народа свога“.(Излазак 30:33)
Помазаник (хебр. מָשִׁיחַ [māšîaḥ‎ — машиах], грч. χριστός [christós — христос]) је особа помазана светим уљем. У ширем значењу то је онај кога је Бог изабрао за одређену мисију (Лк 4.18). У том смислу је назив коришћен (изузетно) чак и за једног странца као што је персијски краљ Кир (Из 45.1). Рани хришћани су, за разлику од осталих Јевреја, сматрали Исуса помазаником, одакле и назив христос, односно месија/машиах.

## Помазање у хришћанству
У хришћанству је помазање једна од светих тајни. Оно се сматра тајном добијања дарова Светог Духа, путем премазивања светим уљем. У православном хришћанству, помазивање се обавља одмах након крштења. „Помазање је изнад крштења. Јер због помазања (грч.  [ — хризма]) се зовемо хришћани, не због крштења (грч.  [báptisma — баптизам])“.
Детаљан приказ хришћанског помазања даје Кирил Јерусалимски који објашњава да се уље „симболички наноси на чело и друге органе осета“ и да „уши, ноздрве и груди посебно треба намазати.“ Кирил сматра да тек поставши помазани (христос), верни заиста постају хришћани.
Код православних се помазање назива миропомазање (грч.  [myron chrisma — мирон хрисма]) по једном од састојака, миру или измиру, а код католика света потврда (лат. confirmatio) јер потврђује постајање иницијанта хришћанином.
У историји нововековне српске државе миропомазани владари били су: Кнез Милош Обреновић, Кнез Александар Карађорђевић, Кнез Михаило Обреновић, Краљ Милан Обреновић, Краљ Александар Обреновић и Краљ Петар I Карађорђевић.

## Прва појава помазања
Помазање се први пут појављује код Јевреја када пророк Самуило помазује првог јеврејског цара Саула, тако што му на главу пролива бокал уља.